# Excalibur 35 X
Der Excalibur 35 X, auch Excalibur 35X geschrieben, auch Excalibur 57 genannt, war ein Pkw-Modell der US-amerikanischen Marke Excalibur. Die Produktion fand allerdings in Italien statt.

## Hersteller
Der in Monaco ansässige europäische Excalibur-Importeur Guy S. Storr war die treibende Kraft in dem Projekt. Eine Quelle nennt als Hersteller die Excalibur Motor SpA in Turin. Storr war am Unternehmen beteiligt und Verkaufsagent. Bezüglich Entwicklung und Produktion bestand eine Zusammenarbeit mit Giovanni Michelotti. Außerdem gab es eine Verbindung zum italienischen Motorentuner Conrero.

## Fahrzeugbeschreibung
Das Modell war die Nachbildung eines Bugatti Type 35 der Bauzeit 1924–1930. Guy S. Storr beauftragte Michelotti, das Fahrgestell und die Karosserie zu entwickeln. Eine Quelle gibt an, dass Michelotti auch der Designer war. Eine andere Quelle meint, es sei unklar, von wem das Design stammt, aber Brooks Stevens von der Excalibur Automobile Corporation soll die ersten Entwürfe gezeichnet haben. Der Katalog der Automobil Revue vom Frühjahr 1969 gibt ebenfalls an, dass der Entwurf der Karosserie von Brooks Stevens stammt. Der deutsche Autokatalog jener Jahre drückt es so aus: Eine Schöpfung von Guy S. Storr, Stil-Idee von Brooks Stevens, Karosserie von Michelotti, Montage und Komplettierung durch Conrero.
Ein Sechszylindermotor vom Opel Commodore mit 2490 cm³ Hubraum und OHC-Ventilsteuerung trieb die Fahrzeuge an. Die Motoren leisteten zwischen 130 PS und 180 PS. Conrero tunte einige Motoren. Die Fahrzeuge hatten 266 cm Radstand und waren 410 cm lang und 160 cm breit. Das Leergewicht war mit 950 kg angegeben.  Die offene Karosserie des Roadsters kam ohne Türen aus und bot Platz für zwei Personen. Der Preis war mit rund 33.000 DM angegeben, was etwa dem Preis für einen Mercedes-Benz 280 SE 3.5 Cabriolet entsprach.
Auffallend war, dass der für Bugatti typische Kühlergrill in Hufeisenform unten nicht gerade war. Das Reserverad war rechts am Fahrzeug befestigt. 

## Produktionszeit
Eine Quelle nennt einzelne Produktionszahlen für die Jahre von 1966 bis 1969. Allerdings gibt es auch abweichende Angaben. Der Autor Roger Gloor gibt in einem seiner Bücher an, dass das erste Fahrzeug erstmals 1967 gezeigt wurde; allerdings meint er in einem anderen Buch, die Produktion hätte Mitte der 1970er Jahre stattgefunden. Laut einer anderen Quelle wurde das Modell im Frühjahr 1968 in New York auf einer Automobilausstellung präsentiert, anschließend im Herbst 1968 auf der Mondial de l’Automobile in Paris und im Frühjahr 1969 auf dem Genfer Auto-Salon in Genf. Eine weitere Quelle gibt 1969 als Beginn der Produktion an.  Erwähnt wird das Modell im Katalog der Automobil Revue vom Frühjahr 1969 sowie in den deutschen Autokatalogen der Modelljahre 1969 und 1970, die im Herbst 1968 bzw. Herbst 1969 erschienen.

## Produktionszahlen
Insgesamt entstanden 27 Fahrzeuge.
Eine Quelle nennt die Produktionszahlen nach Jahren getrennt.
| Jahr  | Anzahl |
| ----- | ------ |
| 1966  | 5      |
| 1967  | 6      |
| 1968  | 8      |
| 1969  | 10     |
| Summe | 27     |

## Sonstiges
Im Film Slogan von 1969 ist ein Excalibur 35 X zu sehen. Die Oldtimer Galerie Toffen bot im Oktober 2014 ein Fahrzeug an. Es gibt Hinweise darauf, dass sich 1992 in Fahrzeug in deutschen Händen befand.